# David Petraeus

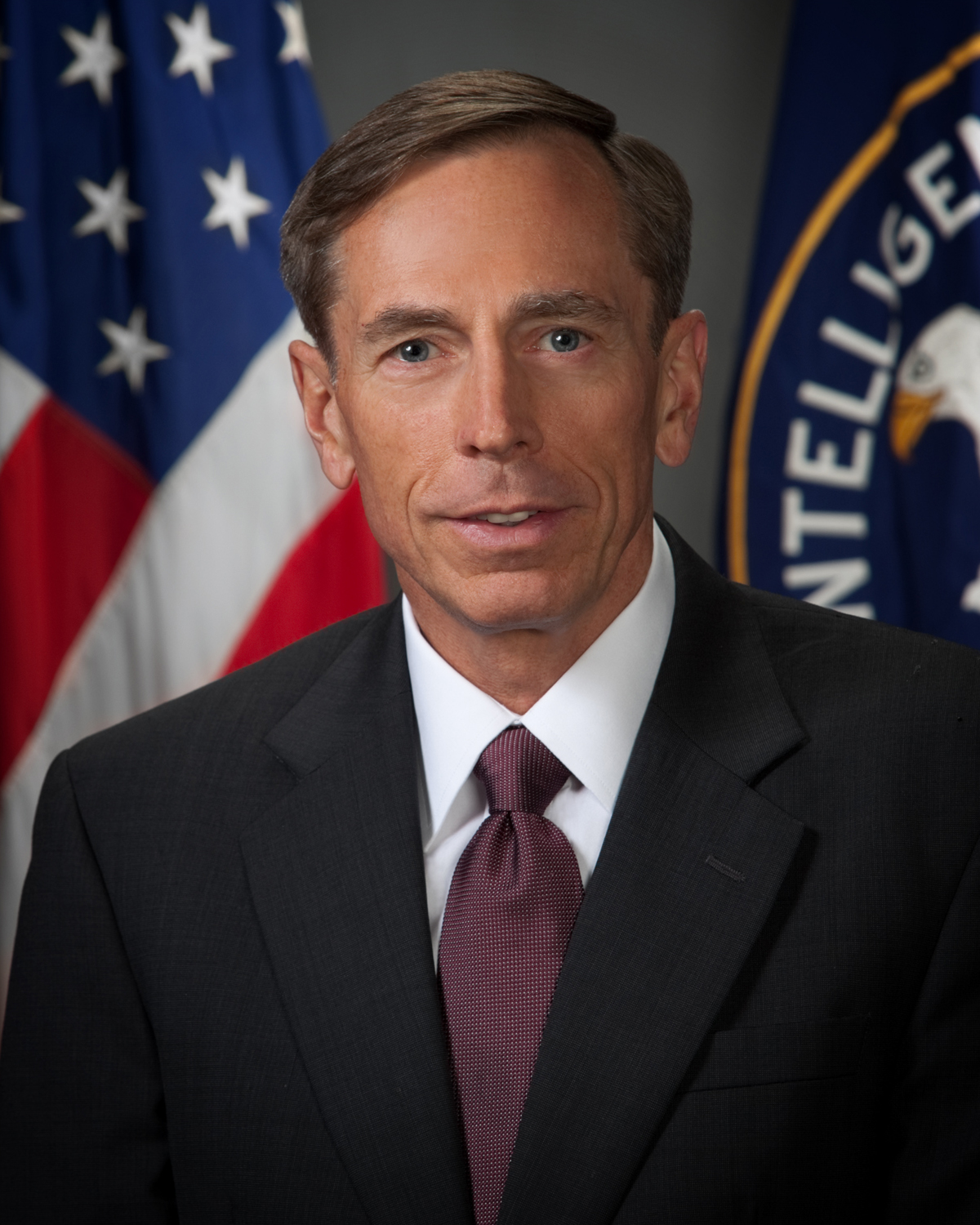
David H. Petraeus (2011)

David Howell Petraeus [pɨˈtreɪ.əs] (* 7. November 1952 in Cornwall-on-Hudson, Orange County, New York) war vom Sommer 2011 bis zum 9. November 2012 Direktor der CIA und zuvor Offizier der United States Army, zuletzt im Dienstgrad eines Vier-Sterne-Generals. Er trat wenige Tage nach der US-Präsidentschaftswahl 2012 im Zuge der nach ihm benannten Petraeus-Affäre zurück.
Petraeus war unter anderem seit 2002 über mehrere Jahre im Irakkrieg und bei der Besetzung des Irak 2003–2011 an führender Position eingesetzt, zuletzt von Oktober 2008 bis Juni 2010 als Oberbefehlshaber des den US-Streitkräften im Irak und in Afghanistan übergeordneten US Central Command und anschließend  bis Juli 2011 als Kommandeur der US Forces Afghanistan und der ISAF. In diesen Funktionen galt er als führender Kopf hinter der Neuausrichtung der US-Streitkräfte hin zur Aufstandsbekämpfung, die in einer neuen Einsatzdoktrin, der FM 3-24 Counterinsurgency mündete.

## Leben

### Kindheit, Familie und Ausbildung
Petraeus wurde als Sohn einer niederländisch-amerikanischen Familie geboren. Sein Vater Sixtus (1915–2008) war ein Kapitän, der nach dem Zweiten Weltkrieg in die Vereinigten Staaten emigriert war. Seine Mutter war Miriam Sweet Howell (1912–1991). Nachdem Petraeus die Cornwall Central High School abgeschlossen hatte, ging er im Alter von 18 Jahren an die US Military Academy in West Point. Diese schloss er 1974 als Zehnter seines Jahrganges ab, erhielt am 5. Juni 1974 sein Offizierspatent und wurde danach zum Infanterieoffizier ausgebildet. 1974 heiratete er, zwei Monate nach seinem Abschluss, Hollister „Holly“ Knowlton, Tochter des ehemaligen Generals William A. Knowlton, zu dieser Zeit Superintendent der Akademie. Sie haben einen Sohn und eine Tochter.

### Militärische Laufbahn

#### Erste Dienstjahre
Nach der Akademie wurde Petraeus im Mai 1975 als Zugführer eines Platoons sowie als Logistik- (S-4) und Personaloffizier (S-1) eingesetzt. Er wurde zum 509. US-Luftlandebataillon nach Vicenza in Italien versetzt und verließ dieses 1979 wieder, nachdem er am 8. August 1976 zum First Lieutenant und am 8. August 1978 zum Captain befördert worden war. Von 1979 bis 1982 diente Petraeus in verschiedenen Verwendungen in der 24. US-Infanteriedivision in Fort Stewart, Georgia. Vom Januar 1979 bis zum Juli desselben Jahres diente er als assistierender Operationsoffizier im Stab der 2. Brigade der Division; vom Juli 1979 bis zum Mai 1981 übernahm er den Posten des Kompaniechefs der A-Kompanie, 2. Bataillon, 19. US-Infanterieregiment der Division und diente danach als Operationsoffizier (S-3) desselben Bataillons. Vom Mai 1981 an diente er ein Jahr lang als Adjutant des Kommandeurs der 24. US-Infanteriedivision. Er verließ die Division im Mai 1982 und absolvierte bis zum Juni 1983 das Command and General Staff College in Fort Leavenworth, Kansas, das er als Bester seines Jahrganges und als Gewinner des nach George C. Marshall benannten George-C.-Marshall-Preises abschloss.
Vom Juni 1983 bis zum Juni 1985 studierte Petraeus an der Princeton University in New Jersey; am 1. August 1985 wurde er zum Major befördert. Er schloss das Studium mit einem Master of Public Administration ab und diente vom Juli 1985 bis zum Juni 1987 als Ausbilder und anschließend als Assistenzprofessor für Internationale Beziehungen am Institut für Sozialwissenschaften an der United States Military Academy in West Point.
1987 promovierte er zum Ph. D. in Internationalen Beziehungen an der Woodrow Wilson School of Public and International Affairs der Princeton University. Seine Doktorarbeit The American Military and the Lessons of Vietnam behandelt den Einfluss des Vietnamkrieges auf das militärische Denken, was den Einsatz von Truppen anbelangt.

#### Stabs- und erste Kommandoverwendungen

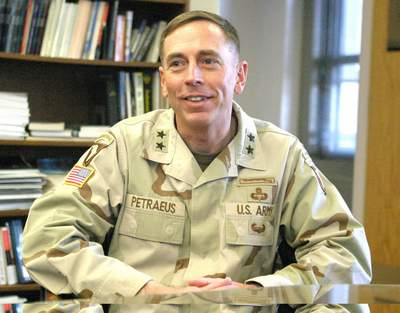
Petraeus als Major General (2004)

Vom Juni 1987 bis zum Juni 1988 diente er als militärischer Assistent des Supreme Allied Commander Europe John R. Galvin im Supreme Headquarters Allied Powers Europe (SHAPE) in Belgien. Danach diente er weiter in Europa. Vom Juni 1988 bis Juni 1989 diente er als Operationsoffizier (S-3) des 2. Bataillons, 30. US-Infanterieregiment und danach bis August 1989 als S-3 der 1. Brigade, 3. US-Infanteriedivision der 7. US-Armee in Deutschland.
Zurück in den Vereinigten Staaten diente er vom August 1989 bis zum August 1991 als Sekretär und ausführender Assistent des Chief of Staff of the Army Carl Vuono im Hauptquartier der US Army in Washington. Nach der Beförderung zum Lieutenant Colonel am 1. April 1991 wurde Petraeus nach Fort Campbell, Kentucky, versetzt und kommandierte dort vom August 1991 bis Juli 1993 das 3. Bataillon, 187. US-Infanterieregiment, 101. US-Luftlandedivision. Danach diente er vom Juli 1993 ein Jahr lang als Direktor für Operationen, Planungen, Ausbildung und Mobilisierung (G-3) der Division.
Zudem absolvierte er vom August 1994 bis Januar 1995 ein Forschungsstipendium an der Georgetown University, das im Januar 1995 durch einen Einsatz als Operationschef der UN-Truppen auf Haiti während der Operation Uphold Democracy verkürzt wurde. In dieser Verwendung wurde er dann am 1. September 1995 auch zum Colonel befördert; er übernahm bereits im Juni 1995 für zwei Jahre das Kommando über die 1. Brigade der 82. US-Luftlandedivision in Fort Bragg, North Carolina.

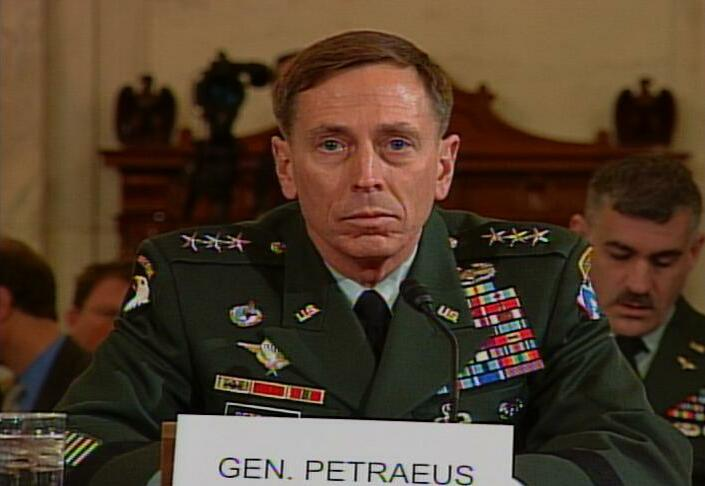
Petraeus bei einer Anhörung vor dem Senate Armed Services Committee (2007)

Petraeus verletzte sich zweimal im Dienst, einmal im Jahre 1991 bei einer realistischen Übung und das andere Mal im Jahre 2000 bei einer harten Fallschirmlandung, bei der er sich das Becken brach.
Im Juni 1997 wurde er wieder ins Verteidigungsministerium versetzt, wo er als ausführender Assistent des Direktors des Joint Staff diente und danach ab Oktober 1997 der Assistent des Vorsitzenden der Joint Chiefs of Staff Henry H. Shelton wurde. Im August 1999 kehrte Petraeus nach Fort Bragg zurück und diente zuerst als assistierender Divisionskommandeur für Operationen in der 82. US-Luftlandedivision sowie von August bis September 1999 zugleich als Kommandeur der Combined Joint Task Force Kuwait während der Operation Desert Spring. Während dieser Zeit wurde er auch am 1. Januar 2000 zum Brigadier General befördert und diente anschließend von Juli bis August 2000 vorübergehend als amtierender Kommandeur der Division.
Nach dieser Verwendung diente er vom August 2000 bis zum Juni 2001 unter Dan K. McNeill als Stabschef des übergeordneten XVIII. US-Luftlandekorps, ebenfalls in Fort Bragg. Während dieser Zeit hatte er den oben genannten Fallschirmsprung-Unfall.

#### Verwendungen nach dem 11. September 2001

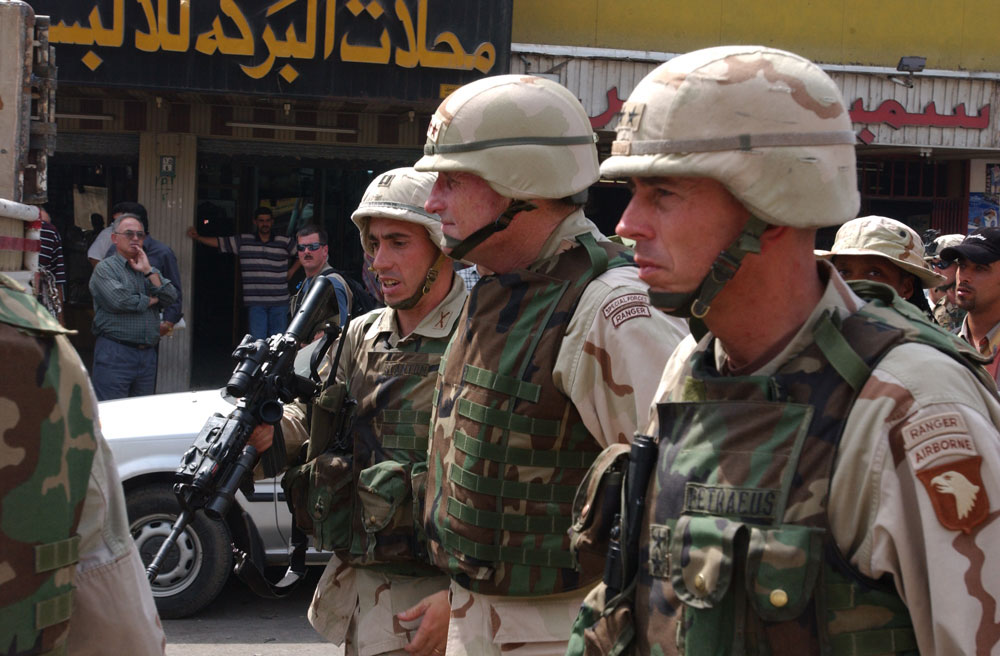
Petraeus mit General Peter J. Schoomaker im Irak (2003)

Im Juni 2001 übernahm Petraeus unter dem Kommando von Lieutenant General John B. Sylvester für ein Jahr Aufgaben als assistierender Stabschef für Operationen der SFOR in Sarajewo, Bosnien und Herzegowina, während der Operation Joint Forge und diente zugleich als stellvertretender Kommandeur der US Joint Interagency Counter-Terrorism Task Force – Bosnia, die nach dem 11. September 2001 als Antiterrorkommando der US-Kräfte in Bosnien eingerichtet wurde.

#### Kommandeur 101. US-Luftlandedivision Mosul
Petraeus wurde am 1. Januar 2003 zum Major General befördert, kommandierte bereits vom Juli 2002 bis zum Mai 2004 die 101. US-Luftlandedivision. Er führte die ca. 18.000 Soldaten umfassende Division u. a. im Irakkrieg (Operation Iraqi Freedom) bei der Einnahme Mosuls und übernahm nach der Zerschlagung des Regimes von Saddam Hussein die schwierige Aufgabe, die neuen irakischen Sicherheitskräfte aufzustellen und auszubilden. Er schickte seine 18.000 Soldaten unter das Volk und kümmerte sich zügig um den Wiederaufbau, um die Sympathien der Bevölkerung zu gewinnen. Binnen zehn Monaten hatten seine Einheiten 4500 Projekte auf den Weg gebracht, die Schulen und Universitäten der Stadt waren wieder in Betrieb, und es gab ansatzweise wieder eine Polizei. Er setzte auch auf Ausgleich mit den entmachteten Kadern der Baath-Partei. Mosul galt schon bald als Musterstadt. Für die Bewältigung dieser Aufgabe wurde er am 18. Mai 2004 zum Lieutenant General befördert und übernahm vom Juni 2004 bis zum September 2005 als Erster das Kommando über das Multi-National Security Transition Command Iraq. Zugleich leitete er vom Oktober 2004 bis zum September 2005 das NATO-Ausbildungskommando – Irak. Die Lage änderte sich dramatisch, als die 101. Luftlandedivision im Februar 2004 abzog und die Militärführung nur noch einen halb so starken Truppenverband nach Mosul entsandte. Mosul versank im Chaos; die von Petraeus aufgebaute Polizei löste sich unter dem Ansturm der Extremisten auf. Mosul galt 2008, nach dem überstürzten Abzug der Truppen, als die gefährlichste Stadt im Irak. Petraeus lernte daraus und schuf die Counterinsurgency strategy. In deren Umsetzung wurden die Truppen im Irak um 30.000 Mann aufgestockt.

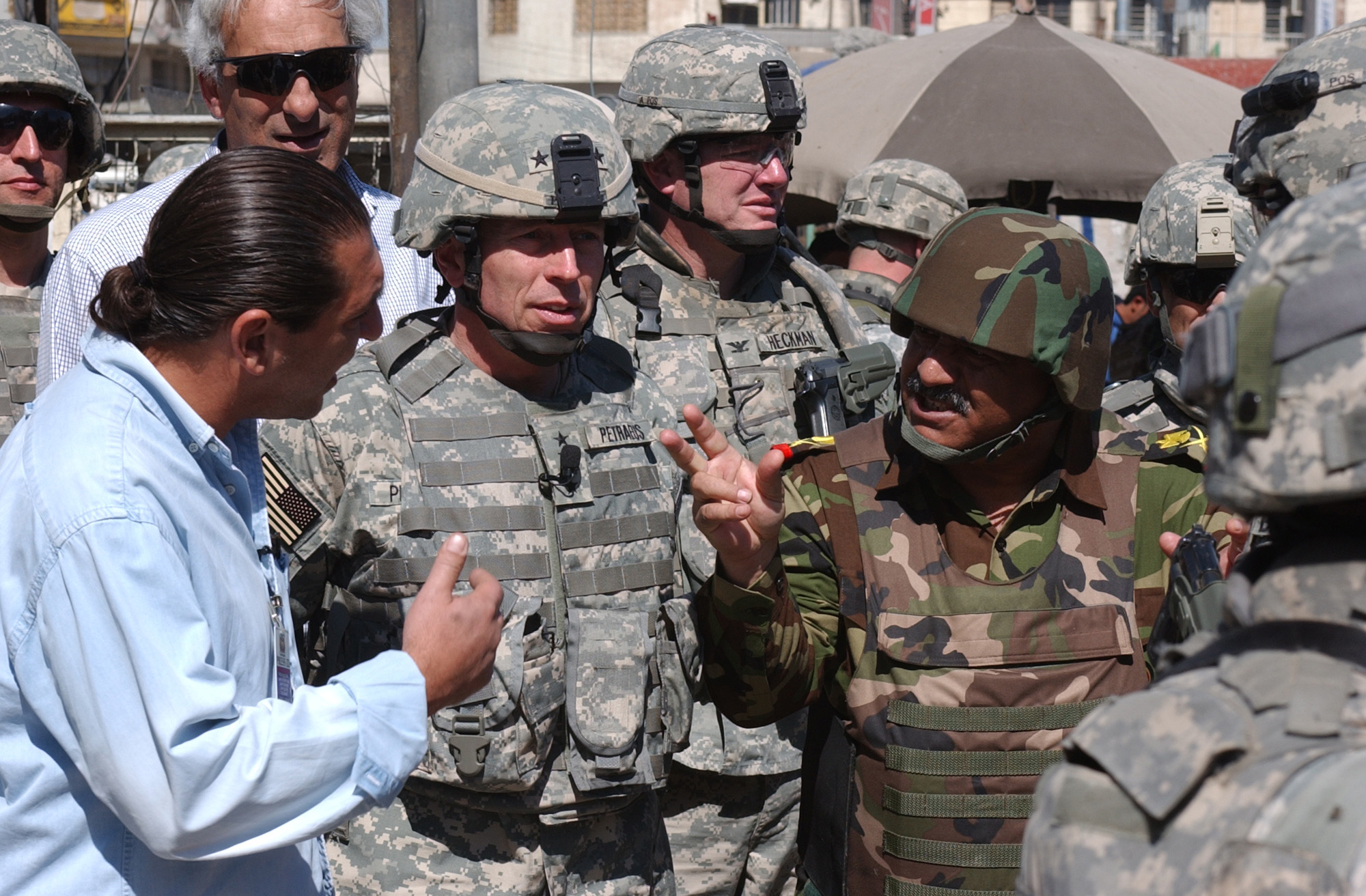
General Petraeus auf einem Markt in Bagdad im März 2007

Nach seiner Rückkehr in die USA übernahm er am 20. Oktober 2005 das Kommando über das US Army Combined Arms Center (CAC) in Fort Leavenworth, Kansas. Das CAC ist das Oberkommando für das Command and General Staff College sowie für 17 weitere Schulen, Zentren und Ausbildungsprogramme der US Army. Während dieser Zeit war er u. a. – zusammen mit Lieutenant General James N. Mattis – für die Erstellung des Feldhandbuchs 3-24 (neue Einsatzdoktrin) zuständig. Dieses Handbuch stellte die neue Richtlinie der US Army für die „Aufstandsbekämpfung“ (counterinsurgency) dar. Als im Dezember 2006 bekannt wurde, dass General John Abizaid im Frühjahr 2007 vom Posten des Oberbefehlshabers des US Central Command, u. a. zuständig für den Nahen Osten, in den Ruhestand treten werde, galten Petraeus und George W. Casey, Jr. als aussichtsreichste Anwärter auf den Posten.

#### Kommandeur Multi-National Force Iraq

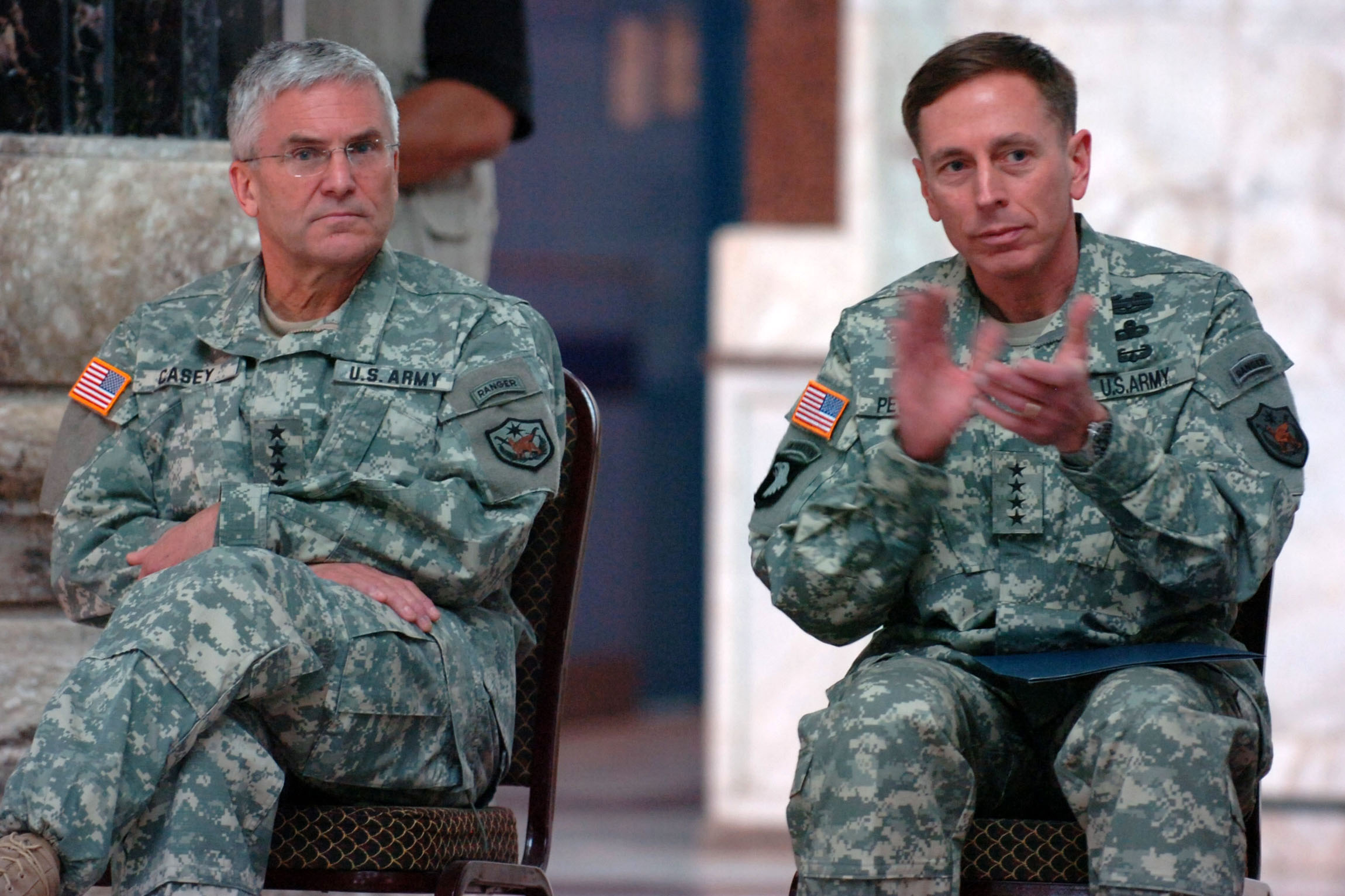
Casey und Petraeus bei der Kommandoübergabe (10. Februar 2007)

Im Januar 2007 wurde bekannt, dass Petraeus Nachfolger von Casey auf dem Posten des Kommandeurs der Multi-National Force Iraq werden würde, verbunden mit seiner Beförderung zum Vier-Sterne-General. Diese Nominierung bestätigte das Armed Services Committee des US-Senats am 26. Januar 2007. So übernahm Petraeus schließlich am 10. Februar 2007 das Kommando von Casey. Bis zu seiner Übernahme des Kommandos schien die amerikanische Mission im Irak gescheitert. Seit Sommer 2007 gingen Gewalt und Terror im Irak markant zurück.
Durch den Rücktritt von Admiral William J. Fallon als Oberbefehlshaber des US Central Command (USCENTCOM) wurde ebendieser Posten im März 2008 unerwartet frei. Petraeus wurde im April als Fallons Nachfolger nominiert und im Juli vom US-Senat bestätigt. Daher übernahm General Raymond T. Odierno am 16. September 2008 Petraeus’ Posten als Kommandeur der Multi-National Force Iraq. Am 31. Oktober 2008 übernahm Petraeus schließlich von Interimskommandeur Martin Dempsey das Kommando von USCENTCOM auf der MacDill Air Force Base in Florida.

#### Kommandeur der ISAF in Afghanistan
Am 25. Juni 2010 wurde Petraeus für den Posten des Kommandeurs der ISAF und somit als Nachfolger von General Stanley A. McChrystal nominiert, nachdem dieser aufgrund abschätziger Bemerkungen über die Obama-Regierung, die er in einem Artikel der Zeitschrift Rolling Stone über US-Präsident Obama geäußert hatte, seines Amtes enthoben worden war. Der US-Senat bestätigte am 30. Juni einstimmig Petraeus’ Ernennung zum Kommandeur. Daraufhin übernahm Petraeus am 2. Juli 2010 in Kabul das Kommando der ISAF. Am 18. Juli 2011 übergab Petraeus das ISAF-Kommando an seinen Nachfolger, US-Marines-General John R. Allen.

### Direktor der Central Intelligence Agency
Der bisherige CIA-Direktor Leon Panetta wurde am 1. Juli 2011 zum Nachfolger von Robert Gates zum US-Verteidigungsminister ernannt.
Nachdem er am 31. August 2011 nach 37 Dienstjahren aus der US Army verabschiedet worden war, wurde Petraeus am 6. September 2011 im Weißen Haus vereidigt.

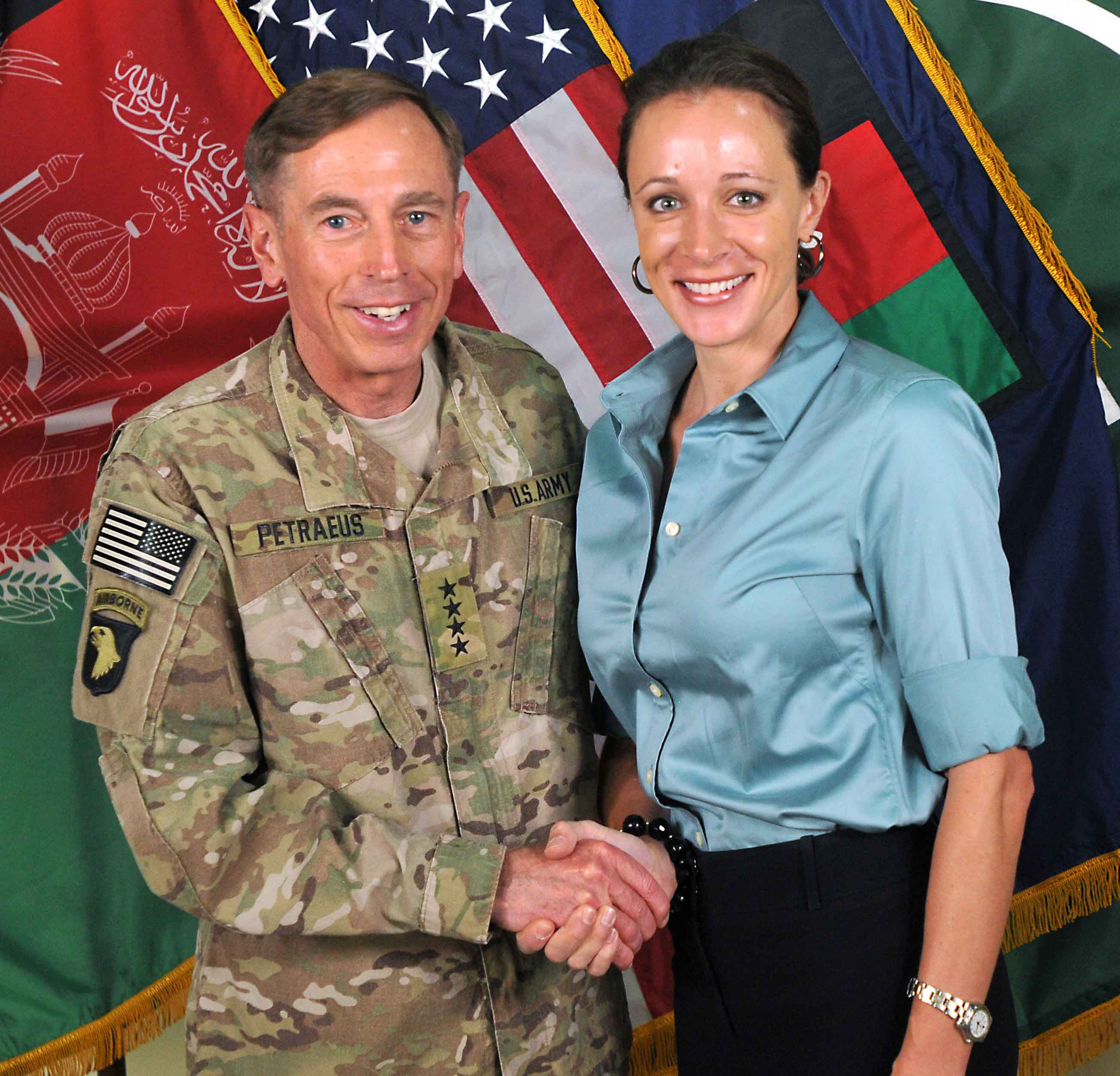
Petraeus mit Paula Broadwell im Juli 2011.

Am 8. November 2012, wenige Tage nach den Präsidentschaftswahlen in den USA, reichte er ein Rücktrittsgesuch vom Amt ein, das Präsident Obama am 9. November 2012 annahm. Petraeus war zuvor als Kandidat für ein Ministeramt in der zweiten Amtszeit von Präsident Obama gehandelt worden. Als Grund für den Rücktritt nannte Petraeus eine außereheliche Affäre mit seiner Biografin Paula Broadwell. Ehebruch ist US-Militärs verboten und kann bestraft werden. Von größerer Bedeutung waren jedoch Vorwürfe wegen Geheimnisverrats an Broadwell, der er im Rahmen der Biographie, die sie über ihn schrieb, Einblick in geheime Dokumente gegeben hatte. Sein Amt übernahm kommissarisch Michael Morell. Petraeus wurde nach einem Schuldeingeständnis im Jahr 2015 zu einer zweijährigen Bewährungsstrafe und einer Geldstrafe von $ 100.000 verurteilt.

### Tätigkeit für Private-Equity-Beteiligungsgesellschaft
Seit Mai 2013 arbeitet Petraeus für die Beteiligungsgesellschaft Kohlberg Kravis Roberts & Co. (KKR). Er ist dort Chairman des KKR Global Institute, zu dessen Aufgaben die Erstellung von Studien und Analysen gehört.

### Positionen im Ruhestand
Im Jahr 2015 forderte Petraeus, die USA solle Mitglieder der Terrorgruppe al-Nusra-Front (der syrische Ableger von al-Qaida) bewaffnen, um den IS zu bekämpfen.
Bereits 2012 hatte David Petraeus dem damaligen Präsidenten Barack Obama das Programm Timber Sycamore vorgeschlagen, eine Geheimoperation zur Ausbildung und Bewaffnung teils islamistischer Rebellengruppen im Kampf gegen die syrische Armee. Dieser autorisierte es nach anfänglichem Zögern im Jahr 2013. Einige der Waffenlieferungen gelangten dabei in die Hände der al-Nusra-Front.

## Auszeichnungen
Auswahl der Dekorationen, sortiert in Anlehnung der Order of Precedence of the Military Awards:
- Defense Distinguished Service Medal (4 ×)
- Army Distinguished Service Medal (3 ×)
- Defense Superior Service Medal (2 ×)
- Legion of Merit (4 ×)
- Bronze Star
- Defense Meritorious Service Medal
- Meritorious Service Medal (3 ×)
- Joint Service Commendation Medal
- Army Commendation Medal (3 ×)
- Joint Service Achievement Medal
- Army Achievement Medal
- Joint Meritorious Unit Award (4 ×)
- Army Meritorious Unit Commendation
- Army Superior Unit Award
- National Defense Service Medal (3 ×)
- Armed Forces Expeditionary Medal (3 ×)
- Afghanistan Campaign Medal (4 ×)
- Iraq Campaign Medal (5 ×)
- Global War on Terrorism Expeditionary Medal
- Global War on Terrorism Service Medal
- Armed Forces Service Medal
- NATO Meritorious Service Medal
- NATO-Medaille für den Einsatz in Jugoslawien
- Offizier des Ordens von Australien (2009)
- Großes Verdienstkreuz mit Stern des Verdienstordens der Bundesrepublik Deutschland
- Kommandeur der französischen Ehrenlegion
- Großkreuz des Ordens von Oranien-Nassau
- Komtur des Verdienstordens der Republik Polen
- Verdienstkreuz des Verteidigungsministers der Tschechischen Republik I. Klasse

## Veröffentlichungen
- Lessons of History and Lessons of Vietnam. In: Parameters. Journal of the U.S. Army War College. 16, no. 3 (1986), S. 43–53.
- Mit William J. Taylor: The Legacy of Vietnam for the U.S. Military. In: George K. Osborn, Asa A. Clark, Daniel J. Kaufman, Douglas E. Lute (Hrsg.): Democracy, Strategy and Vietnam. Implications for American Policymaking. Lexington Books, Lexington, Mass. 1987, ISBN 0-669-16340-6.
- Mit John A. Nagl und David Howell: The U. S. Army/Marine Corps counterinsurgency field manual. U. S. Army field manual no. 3-24. University of Chicago Press, Chicago u. a. 2007, ISBN 978-0-226-84151-9.
- Mit Andrew Roberts: Conflict: The Evolution of Warfare from 1945 to Ukraine. Harper, 2023, ISBN 978-0063293137